# توگول
توگول (روسی: Тогул) یک منطقهٔ مسکونی در روسیه است که در سرزمین آلتای واقع شده‌است.